# Alicia Witt
Alicia Roanne Witt, ameriška televizijska, gledališka in filmska igralka ter pevka, *21. avgust 1975, Worcester, Massachusetts, Združene države Amerike.

## Biografija

### Zgodnje življenje in zgodnja kariera
Alicia Roanne Witt se je rodila 21. avgusta 1975 v Worcesteru, Massachusetts, Združene države Amerike, kot hči Diane, učiteljice branja v srednji šoli, in Roberta Witta, učitelja znanosti in fotografiranja. Ima enega brata, ki mu je ime Ian. Njen talent je odkril David Lynch, ko se je pojavila v televizijski seriji That's Incredible! v 80ih: citirati je morala verz iz Shakespeareve drame Romeo in Julija. Potem se je leta 1984 pojavila v filmu Dune. Pri osmih začne spet snemati filme, starši pa jo šolajo doma.
Pri starosti štirinajst let konča srednjo šolo. Kmalu za tem se preseli v Hollywood, skupaj s svojo mamo (ki je bila od leta 1988 do leta 1993 v Guinnessovi knjigi rekordov: njen rekord so bili najdaljši lasje), da bi se lahko posvetila karieri in postala poklicna igralka.

### Kariera
V Sloveniji je Alicia Witt najbolje poznana po vlogah v serijah Raztresena Ally (kjer igra Hope, Richardovo bivšo), Sopranovi (v vlogi Amy Safir), Dva moža in pol, Zakon in red:Enota za posebne primere (kot Nolla Falacci) in Cybill (kot Zoey, Cybillina in Irova hči). Sicer se je pojavila tudi v serijah Twilight Zone, Twin Peaks in The Mentalist.
Njena filmska kariera se je začela z zgoraj omenjenim filmom (Dune - 1984), nadaljevala pa se je leta 1993 v filmu Bodies, Rest & Motion.
Leta 1994 smo jo lahko opazili v filmu Fun, leta 1995 v Four Rooms in Mr. Holland's Opus, leta 1996 pa v Citizen Ruth.
Leta 1997 se pojavi v filmu Bongwater, leta 1998 v Urban Legend, leta 2000 pa v Playing Mona Lisa in Cecil B. Demented.
Leta 2001 jo opazimo v filmu Vanilla Sky, leta 2002 v Dva tedna za ljubezen, leta 2004 pa v Dark Kingdom: The Dragon King.
V letih 2005, 2006, 2007 in 2008 si je vloge izborila v filmih The Upside of Anger, Last Holiday, Blue Smoke in 88 Minutes.
V gledališču se pojavi v igrah The Gift (2001), The Shape of Things (2004), Piano/Forte (2006) in Dissonance (2007).

## Filmografija

### Filmi
- Dune (1984) kot Alia
- Bodies, Rest & Motion (1993)
- Fun (1994) kot Bonnie
- Four Rooms (1995) kot Kiva
- Mr. Holland's Opus (1995) kot Gertrude Lang
- Citizen Ruth (1996) kot Cheryl
- Bongwater (1997) kot Serena
- Urban Legend (1998) kot Natalie Simon
- Playing Mona Lisa (2000) kot Claire Goldstein
- Cecil B. Demented (2000) kot Cherish
- Vanilla Sky (2001) kot Libby
- Dva tedna za ljubezen (2002) kot June Carver
- Dark Kingdom: The Dragon King (2004) kot Kriemhild
- The Upside of Anger (2005) kot Hadley Wolfmeyer
- Last Holiday (2006) kot Ms. Burns
- Blue Smoke (televizijski film) (2007) kot Catarina Hale
- 88 Minutes (2008) kot Kim Cummings

### Televizija
- Twilight Zone kot Liz
- Sopranovi »D-dekle« kot Amy Safir
- Raztresena Ally  kot Hope
- Cybill kot Zoey
- Zakon in red: Enota za posebne primere kot Det. Nola Falacci
- Twin Peaks kot Gersten Hayward
- The Mentalist kot Rosalind Harker
- Dva moža in pol kot gdč. Pasternak

### Teater
- The Gift (2001) Tiffany Theatre, Los Angeles
- The Shape of Things (2004) New Ambassadors Theatre, London
- Piano/Forte (2006) Royal Court Theatre, London
- Dissonance (2007), Williamstown Theatre Festival